# Gentleman (chanson de Tragédie)
Pour les articles homonymes, voir Gentleman (homonymie).
Singles de Tragédie
Éternellement
(2004) Bye Bye
(2005)
Pistes de A fleur 2 peau
Intro
(1) Bye Bye
(3)
Gentleman est une chanson du duo nantais Tragédie sorti le 15 octobre 2004 sous le label Warner Music Group. 1er single extrait de leur 2e album studio A fleur 2 peau. Après les singles Hey Oh, Sexy pour moi, le groupe décroche avec Gentlemen leur 3e numéro un en France et leur 2e numéro un du club 40.

## Liste des pistes
CD-Single
1. Gentleman - 3:34
2. Entre nous - 3:35

## Classement par pays
| Classement (2004)                       | Meilleure position |
| --------------------------------------- | ------------------ |
| France (SNEP)                           | 1                  |
| Belgique (Wallonie Ultratop 50 Singles) | 1                  |
| Suisse (Schweizer Hitparade)            | 20                 |
| France (Club 40)                        | 1                  |